# 田所町 (足利市)
田所町（たどころちょう）は栃木県足利市の地名。足利市の中央部の一区域で、本庁地区に属する。

## 地理
足利市街地北方に位置している。大正期に区画整理がすすめられた地域で、北部は住宅や工場・事業所・事務所などが広がり、南部は足利市総合運動場の敷地で占められる。西は西砂原後町・本城一丁目、北は江川町一丁目、東は東砂原後町、南は元学町・有楽町と接する。

## 歴史

### 沿革
- 1926年（大正15年） - 足利市足利字水深・元学・六地蔵・肘曲・東砂原後のそれぞれ一部より田所町が成立。[4]。

## 世帯数と人口
2017年（平成29年）8月1日現在の世帯数と人口は以下の通りである。
| 町丁   | 世帯数  | 人口  |
| ------ | ------- | ----- |
| 田所町 | 113世帯 | 233人 |

## 交通

### 鉄道
田所町に鉄道は通過していない。

### 道路
田所町に主要な国道・県道は通過していない。近隣を通過するものとしては、南方に国道293号、西方に栃木県道40号足利環状線がある。

### 路線バス
田所町南部「総合運動公園南」交差点付近の市道上に足利市生活路線バスの「武道館前」停留所が設置されている。通過する系統は以下の通り。
- 中央循環線71・72系統（JR足利駅行き）
- 名草線80系統（下り：入名草行き、上り：東武足利市駅・アピタ・足利赤十字病院行き）

## 施設
- 足利市総合運動場
  - 足利市総合運動場陸上競技場
  - 足利市総合運動場硬式野球場
  - 足利市総合運動場プール
  - 足利市勤労者体育センター
- 足利市研修センター